# Liste der chinesischen Flaggen
Dies ist eine Liste der aktuellen und historischen Flaggen Chinas.
Siehe auch: Flagge der Volksrepublik China, Flagge der Republik China

## Nationalflaggen
| Flagge | Datum     | Benutzung | Beschreibung                                                                    |
| ------ | --------- | --- | ------------------------------------------------------------------------------- |
|        | Seit 1949 | Flagge der Volksrepublik China | Rotes Tuch mit einem großen und vier kleineren gelben Sternen im linken Obereck |
|        | Seit 1928 | Flagge der Republik China auf Taiwan, von 1911 bis 1949 Flagge der Chinesischen Marine, seit 1928 Flagge der Republik China (1912–1949) ursprünglich Flagge des gesamten Chinas, nach dem Ende des Chinesischen Bürgerkrieges 1949 nur noch auf Taiwan benutzt | Rotes Tuch mit einer blauen Gösch mit zwölfstrahliger Sonne.                    |

## Flaggen der Sonderverwaltungszonen der Volksrepublik
| Flagge | Datum     | Benutzung        | Beschreibung |
| ------ | --------- | ---------------- | --- |
|        | Seit 1997 | Flagge Hongkongs | Im Zentrum des roten Tuches eine stilisierte, weiße, fünfblättrige Bauhinia-Blüte |
|        | Seit 1999 | Flagge Macaus    | Auf hellgrünem Hintergrund eine weiße Lotosblüte, darunter eine stilisierte Brücke über ein Gewässer. Über der Blüte erstreckt sich ein Bogen aus fünf goldenen, fünfzackigen Sternen. |

## Dienstflaggen

### Dienstflaggen der Volksrepublik China
| Flagge | Benutzung                       | Beschreibung |
| ------ | ------------------------------- | --- |
|        | Flagge der Volksbefreiungsarmee | Rotes Tuch mit einem gelben Stern im linken Obereck und den chinesischen Ziffern „8“ und „1“ (八一, bayī), dem Datum der Gründung (1. August 1927) während des Nanchang-Aufstandes. |
|        | Flagge der Landstreitkräfte     | Flagge der Volksbefreiungsarmee mit einem grünen Streifen im unteren Drittel |
|        | Flagge der Marine               | Flagge der Volksbefreiungsarmee mit drei blauen und zwei weißen horizontalen Streifen im unteren Drittel                                                                            |
|        | Flagge der Luftstreitkräfte     | Flagge der Volksbefreiungsarmee mit einem blauen Streifen im unteren Drittel |

### Dienstflaggen der Republik China (Taiwan)
| Flagge | Benutzung                                      | Beschreibung                                                               |
| ------ | ---------------------------------------------- | -------------------------------------------------------------------------- |
|        | Handelsflagge                                  | Flagge der Republik mit 4 waagerechten gelben Wellenlinien                 |
|        | Flagge der Landstreitkräfte der Republik China | Wappen der Republik im Zentrum eines roten Tuches                          |
|        | Gösch                                          | Flagge der Kuomintang auf blauem Tuch, Wappen der Republik China           |
|        | Flagge der Luftstreitkräfte der Republik China |                                                                            |
|        | Flagge der Steuerbehörde der Republik          | Flagge der Republik mit 4 waagerechten blauen Wellenlinien auf weißem Tuch |
|        | Flagge der Wasserpolizei der Republik          | Flagge der Republik mit 4 waagerechten weißen Wellenlinien                 |
|        | Flagge des Zolls der Republik                  |                                                                            |

## Historische Flaggen

### Historische Flaggen für das gesamte China
| Flagge | Datum                        | Benutzung                                                                      | Beschreibung |
| ------ | ---------------------------- | ------------------------------------------------------------------------------ | --- |
|        | 1862–1889                    | Flagge der Qing-Dynastie                                                       | Dreieckiges Gelbes Tuch mit einem chinesischen Drachen (Long) |
|        | 1889–1912                    | Flagge der Qing-Dynastie                                                       | Rechteckige Version der älteren Flagge |
|        | 1912–1928                    | Flagge der Republik China (1912–1949), Fünf-Farben-Flagge (五色旗, wǔsèqí)     | Fünf verschiedenfarbige horizontale Streifen, die die Völker Chinas repräsentieren: Rot: Han-Chinesen Gelb: Mandschu Blau: Mongolen Weiß: Hui und Uiguren Schwarz: Tibeter |
|        | 14. Mai 1912 – 11. Juni 1912 | Flagge der Armee der Republik China                                            | ursprünglich Flagge der Wuhan-Provinzarmee, 18 gelbe Eckpunkte für die damals 18 administrativen Einheiten Chinas                                                          |
|        | 11. Juni 1912–1928           | Flagge der Armee der Republik China                                            | Variante mit 19 Punkten |
|        | 1916                         | Flagge des Militärdiktators und selbst ernannten Kaisers von China Yuan Shikai | Fünf verschiedenfarbige Bereiche, die die Völker Chinas repräsentieren, das rote Kreuz steht für die Herrschaft der Han-Chinesen über die anderen Völker.                  |
|        | 1916                         | Flagge des Militärdiktators und selbst ernannten Kaisers von China Yuan Shikai | Fünf verschiedenfarbige Bereiche, die die Völker Chinas repräsentieren, das rote Kreuz steht für die Herrschaft der Han-Chinesen über die anderen Völker.                  |
|        | 1940–1945                    | Flagge der Neuorganisierten Regierung der Republik China                       | Inschrift im gelben Wimpel chinesisch 和平、反共、建國 (Friede, Antikommunismus, Errichtung eines Staates)                                                                 |
|        | 1940–1945                    | Gösch der Neuorganisierten Regierung der Republik China                        | |
|        | 1942–1945                    | Kriegsflagge der Neuorganisierten Regierung der Republik China                 | |

### Historische Flaggen chinesischer Gebiete
| Flagge | Datum                                   | Benutzung                                                                                       | Beschreibung |
| ------ | --------------------------------------- | ----------------------------------------------------------------------------------------------- | --- |
|        | 1912–1949                               | Flagge des autonomen „Sultanats“ der Xibei San Ma                                               | von drei Hui-Kriegsherren (Ma-Clique) beherrschtes Gebiet in den chinesischen Provinzen Ningxia, Gansu und Qinghai |
|        | 1912–1950 (Nie international anerkannt) | Flagge Tibets, Tibet (1912–1951)                                                                | in der VR China verboten |
|        | 1933–1934                               | Flagge der Islamischen Republik Ostturkestan (Erste Republik Ostturkestan)                      | in der VR China verboten |
|        | 1933–1934                               | Weitere Flagge der Ersten Republik Ostturkestan, Flagge der uigurischen Unabhängigkeitsbewegung | in der VR China verboten |
|        | 1944–1949                               | Flagge der Republik Ostturkestan (Zweite Republik Ost-Turkestan)                                | in der VR China verboten |
|        | 1931–1934                               | Flagge des Jiangxi-Sowjet                                                                       | |
|        | 1935–1937                               | Flagge der Chinesischen Sowjetrepublik                                                          | |
|        | 1932–1945                               | Flagge von Mandschukuo                                                                          | Gelbe Flagge mit einer rot-, blau-, weiß-, schwarz- quergestreiften Gösch; Farben haben dieselbe Bedeutung wie die in der Flagge der Republik China (1912–1928), nur das Schwarz und Weiß nun für Koreaner und Japaner standen |
|        | 1936–1939                               | Flagge von Mengjiang                                                                            | |
|        | 1939–1941                               | Flagge von Mengjiang                                                                            | |
|        | 1941–1945                               | Flagge von Mengjiang                                                                            | |
|        | 1945–1949                               | Flagge der Autonomen Regierung der Inneren Mongolei                                             | |
|        | 1959–1997                               | Flagge der britischen Kronkolonie Hongkong                                                      | Eine britische Blue Ensign mit dem Wappen von Hongkong (1959–1997) |
|        | 1976–1999                               | Flagge der portugiesischen Überseeprovinz Macau                                                 | |

## Nichtstaatliche Flaggen
| Flagge | Datum     | Benutzung | Beschreibung |
| ------ | --------- | --- | --- |
|        | Seit 1895 | Flagge der Kuomintang | Weiße zwölfstrahlige Sonne auf blauem Tuch |
|        | Seit 1921 | Flagge der Kommunistischen Partei Chinas                                                                                      | Hammer und Sichel im linken Obereck auf rotem Tuch |
|        | Seit 1979 | Flagge des Taiwanischen NOK; wird infolge einer Resolution des IOC seit 1979 bei internationalen Sportveranstaltungen genutzt | Auf weißem Tuch die Sonne der Kuomintang und die olympischen Ringe, umrahmt von zwei Linien in rot und blau in Form einer Pfirsichblüte, der Nationalblume der Republik China |
|        |           | Flagge des Taiwanischen Fußballverbandes (Chinese Taipei Football Association)                                                | |
|        |           | Flagge des Taiwanischen NOK bei Paralympics                                                                                   | |